# Бобек, Александер
Алекса́ндер Бо́бек (пол. Aleksander Bobek; родился 7 апреля 2004) — польский футболист, вратарь клуба ЛКС.

## Клубная карьера
Уроженец Лодзи, Бобек является воспитанником футбольной академии местного клуба ЛКС.
31 августа 2022 года дебютировал в основном составе ЛКС в матче Кубка Польши против «Стали». 21 июля 2023 года дебютировал в Экстраклассе в матче против «Легии», пропустив в свои ворота три гола от Томаша Пекгарта.

## Карьера в сборной
В 2022 году дебютировал в составе сборной Польши до 19 лет.